# Simone Berteaut
Simone Berteaut, född den 29 maj 1916 i Lyon, Frankrike, död den 13 maj 1975 var en fransk författare. Hon skrev Piaf (1969), en bok som låg till grund för filmen  Piaf (1974) i regi av Guy Casaril. Hon har också skrivit en bok om sin tidiga barndom i Paris – Momone. 
Hon var enligt egen utsaga halvsyster till Édith Piaf. De var goda vänner.

## Utgivet på svenska[2]
- 1970 – Edith Piaf – en berättelse Libris 1333498
- 1973 – Momone – en berättelse : en liten flickas barndom i Paris ISBN 91-0-038820-3